# Hydnobius spinipes
Hydnobius spinipes är en skalbaggsart som först beskrevs av Leonard Gyllenhaal 1813.  Hydnobius spinipes ingår i släktet Hydnobius, och familjen mycelbaggar. Arten är reproducerande i Sverige.